# Leporinus affinis
El leporino nueve bandas, mije nueve bandas o leporino verde (Leporinus affinis) es una especie de pez de la familia Anostomidae nativo de la cuenca del Amazonas y del río Caroní y algunos ríos de la cuenca del Orinoco.

## Hábitat
Se encuentra generalmente en agujeros entre la arena en los arroyos de corriente rápida. Sin embargo, a menudo emigra a las zonas de bosque inundadas durante la estación lluviosa. Cuando el agua se retira algunos de estos peces quedan atrapados en lagunas y lagos. Prefiere aguas de temperatura entre 23° y 27°C.

## Descripción
Alcanza una longitud de 25 cm. Es de color amarillo ocre, con 9 bandas verticales negras, 8 en el cuerpo y otra en el espacio interorbital, además de una mancha sobre el hocico. Tiene la aleta caudal redondeada.

## Alimentación
Es herbívoro. Se alimenta de algas, hojas, frutos y hojas.